# شفيدت
شودت (بالألمانية: Schwedt) هي بلدة ألمانية تقع في ألمانيا في براندنبورغ. يقدر عدد سكانها بـ 37,001 نسمة .

## المدن التوأمة
مدن كشالين، ليفركوزن، خوينا، Moryń، رويان ‏، برنتسلاو و غريفينو هي مدن توأمة لـشودت.

## أعلام
- خواكيم جراف فون بلومنتال
- جوليا ريختر
- جوليا برندلر
- ريك أوكون
- يوهان فيشر